# Henley (Familienname)
Henley (in der topographischen Bedeutung ‚Hohe Wiese‘) ist der Familienname folgender Personen:
- Adam Henley (* 1994), walisischer Fußballspieler
- Alice Henley (* 1982), englische Schauspielerin
- Althea Henley (1911–1996), US-amerikanische Schauspielerin
- Anthony Henley, 3. Baron Henley (1825–1898), britischer Peer und Politiker
- Barclay Henley (1843–1914), US-amerikanischer Politiker
- Barry Shabaka Henley (* 1954), US-amerikanischer Schauspieler
- Beth Henley (* 1952), US-amerikanische Schriftstellerin
- Charley Henley (* 1973), britischer VFX Supervisor
- Don Henley (* 1947), US-amerikanischer Rockmusiker
- Drewe Henley (1940–2016), englischer Schauspieler
- Elmer Wayne Henley (* 1956), US-amerikanischer Serienmörder
- Ernest Henley (Leichtathlet) (1889–1962), britischer Leichtathlet
- Ernest M. Henley (1924–2017), US-amerikanischer Physiker
- Fallon Henley (* 1994; Theresa Schuessler), amerikanische Wrestlerin
- Garney Henley (* 1935), kanadischer Footballspieler
- Georgie Henley (* 1995), englische Darstellerin
- Henry Henley (1612–1696), englischer Politiker
- Hobart Henley (1887–1964), US-amerikanischer Filmschaffender
- J. W. Henley (1793–1884), britischer Politiker
- Jack Henley (1896–1958), US-amerikanischer Drehbuchautor
- Jacques Henley (fl. 1930–1947), französischer Schauspieler
- Jean Emily Henley (1910–1994), US-amerikanische Anästhesistin
- John Henley (1692–1756), englischer Priester
- Judith Henley (fl. 1975–2011), australische Opernsängerin
- Larry Henley (1937–2014), US-amerikanischer Sänger-Songwriter
- Lionel Charles Henley (1833–1893), britischer Genremaler der Düsseldorfer Schule
- Mark Henley (* 1966), britischer Fotograf
- Micajah C. Henley (1856–1927), US-amerikanischer Industrieller und Erfinder
- Michael Henley († 2014), britischer Bischof
- Parisa Fitz-Henley (* 1977), US-amerikanisch-jamaikanische Schauspielerin
- Rachael Henley (* 1988), britische Filmschauspielerin
- Raven Henley (* 1986), deutscher Rockmusiker
- Robert Henley, 1. Earl of Northington (1708–1772), britischer Adliger und Großkanzler
- Robert Henley, 2. Earl of Northington (1747–1786), britischer Politiker
- Robert Henley, 2. Baron Henley (1789–1841), britischer Rechtsanwalt und Politiker
- Ron Henley (* 1956), US-amerikanischer Schachspieler
- Samuel Henley (Geistlicher) (1740–1815), englischer Geistlicher und Antiquar
- Samuel Henley (* 1993), kanadischer Eishockeyspieler
- Thomas J. Henley (1808–1875), US-amerikanischer Politiker
- Virginia Henley (* 1935), britische Romanautorin
- William Ernest Henley (1849–1903), englischer Dichter, Kritiker und Herausgeber
- William Thomas Henley (1814–1882), englischer Elektroingenieur und Unternehmer